# 长沙月亮岛大桥
月亮岛大桥（长沙湘江五桥）位于湖南省长沙市，为一座横跨湘江的并列式公路铁路二用桥。公路桥为长沙绕城高速北段主通道，铁路桥为长石铁路长沙段起始部分。桥西段位于望城区星城镇，主桥墩位于月亮岛，桥东段位于开福区新港镇。全长1937米，路面宽22米，其中机动车道宽16.5米，两侧各2.75米非机动车道及人行道，主路面为双向四车道，于1999年10月19日建成通车。